# Плезент Вју (Пенсилванија)
Плезент Вју (енгл. Pleasant View) насељено је место без административног статуса у америчкој савезној држави Пенсилванија.

## Демографија
По попису из 2010. године број становника је 780.
| Група             | 2000.    | 2010.       |
| Белци             | 0 (0,0%) | 768 (98,5%) |
| Афроамериканци    | 0 (0,0%) | 4 (0,5%)    |
| Азијати           | 0 (0,0%) | 2 (0,3%)    |
| Хиспаноамериканци | 0 (0,0%) | 2 (0,3%)    |
| Укупно            | 0        | 780         |